# Шабо (станція)
Шáбо — проміжна залізнична станція Одеської дирекції Одеської залізниці на лінії Одеса-Застава I — Арциз між станціями Білгород-Дністровський (6,5 км) та Бугаз (11 км). Розташована поблизу села Шабо Білгород-Дністровському районі Одеської області.

## Пасажирське сполучення
До 26 квітня 2022 року на станції Шабо зупинялися приміські електропоїзди сполученням Одеса — Білгород-Дністровський. Рух поїздів з Одеси тимчасово обмежено до станції Кароліна-Бугаз через пошкодження підйомного мосту у Затоці, внаслідок ракетних ударів російських окупантів.